# Stropharia variicolor
Strophária variícolor (лат.) — гриб из семейства строфариевые (Strophariaceae) порядка агариковые (Agaricales).

## Биологическое описание
- Шляпка 5—9 см в диаметре, в молодом возрасте выпуклая, затем становящаяся ширококолокольчатой и уплощённой, с сухой, голой, в молодом возрасте винно-красной или красно-коричневой, затем выцветающей до желтовато-коричневой, поверхностью. Край шляпки в молодом возрасте гриба покрыт остатками белого частного покрывала.
- Мякоть с неприятным запахом и вкусом.
- Гименофор пластинчатый, пластинки приросшие к ножке, частые, в молодом возрасте светло-коричневого цвета, со временем становятся коричневыми, без фиолетового оттенка.
- Ножка 5—8 см длиной и 8—14 мм в диаметре, цилиндрическая, белого, затем желтовато-коричневого цвета, с белым ризоморфами в основании.
- Споровый порошок коричневого цвета.

- Встречается большими группами, сапротроф.

- Съедобна, но невкусна.

## Сходные виды
Съедобные: 
- Stropharia rugosoannulata Farl. ex Murrill 1922 отличается строением хейлоцистид, размером и окраской спор.